# Innuendo (musikalbum)
Innuendo är ett musikalbum av rockbandet Queen, utgivet den 4 februari 1991. Skivan är den sista som Queen släppte innan sångaren Freddie Mercury dog av aids i slutet av samma år. Skivan hyllades av kritiker och anses vara ett av Queens starkaste album under bandets senare karriär.
Efter att bandet var klara med inspelningen av "The Miracle" i februari 1989, gick Mercury tillbaka in i studion och började spela in nya demos. En av låtarna var "Delilah", som han skrivit om sin katt. Låten blev liggande ett tag då de resterande medlemmarna var ute i världen och promotade "The Miracle", bland annat genom en timmes radiointervju där Mercury var med. Ingen visste om att han var sjuk och de andra medlemmarna valde att förneka all form av spekulation i intervjuerna.
I slutet av året, i november, började man på nytt att ta upp arbetet med det nya albumet, och man fortsatte under hela året 1990. Freddie Mercury hade då blivit så pass sjuk att inspelningen tog längre tid och ibland fick man jobba i studion utan honom.
Första singel ut var titellåten "Innuendo" som liksom albumet tog sig upp på första plats på de brittiska listorna. De efterföljande singlarna "I'm Going Slightly Mad", "Headlong" och "The Show Must Go On" tog sig alla upp på en topp 30-placering i Storbritannien. Queen fortsatte spela in musikvideor till singlarna under 1991, men det syntes nu i dessa videor att Freddie Mercury var svårt sjuk. Den sista musikvideon med Freddie Merciur som spelades in var These Are The Days Of Our Lives.
När sedan Freddie Mercury den 24 november 1991 avled i aids släpptes "Bohemian Rhapsody" och "These Are The Days Of Our Lives" som dubbel A-sida. Singeln tog sig upp på första plats och blev Queens andra singeletta det året.
Omslaget till albumet var det första sedan albumet "Jazz" utan medlemmarnas ansikten, istället har man använt sig av illustrationer tecknade av Grandville. Flera inspirerande element finns också att beskåda i videon Innuendo.
En video var planerad att spelas in till The Show Must Go On som sista singel, men istället fick man göra ett montage då Freddie Mercury inte kunde vara med.

## Låtlista
Alla låtar är skrivna av Queen, om inget annat anges.
| Nr  | Titel                               | Längd |
| --- | ----------------------------------- | ----- |
| 1.  | Innuendo                            | 6:31  |
| 2.  | I'm Going Slightly Mad              | 4:22  |
| 3.  | Headlong                            | 4:38  |
| 4.  | I Can't Live with You               | 4:33  |
| 5.  | Don't Try So Hard                   | 3:38  |
| 6.  | Ride the Wild Wind                  | 4:42  |
| 7.  | All God's People (Queen/Mike Moran) | 4:21  |
| 8.  | These Are the Days of Our Lives     | 4:15  |
| 9.  | Delilah                             | 3:35  |
| 10. | The Hitman                          | 4:56  |
| 11. | Bijou                               | 3:36  |
| 12. | The Show Must Go On                 | 4:32  |

## Listplaceringar
| Titel                                             | Listpositioner | Listpositioner | Listpositioner | Listpositioner | Listpositioner | Listpositioner | Listpositioner | Listpositioner | Listpositioner |
| Titel                                             | AUS            | AUT            | FRA            | GBR            | NOR            | SWE            | SWZ            | USA            |                |
| ------------------------------------------------- | -------------- | -------------- | -------------- | -------------- | -------------- | -------------- | -------------- | -------------- | -------------- |
| Innuendo (album)                                  | 6              | 2              | -              | 1              | 8              | 9              | 1              | 30             |                |
| Innuendo (låt)                                    | 28             | 12             | -              | 1              | -              | -              | 3              | -              |                |
| I'm Going Slightly Mad                            | -              | -              | -              | 22             | -              | -              | -              | -              |                |
| Headlong                                          | -              | -              | -              | 14             | -              | -              | -              | -              |                |
| The Show Must Go On                               | -              | -              | 2              | 16             | -              | 30             | 11             | -              |                |
| These Are the Days of Our Lives Bohemian Rhapsody | 5              | 8              | 15             | 1              | -              | -              | 8              | -              |                |

## Om låtarna
- Låten "Innuendo" jammades fram under ett studiopass, det mesta av musiken och melodin kom från Freddie Mercury, som också började skriva texten. Låten skrevs sedan klar av Roger Taylor.
- "Headlong", "I Can't Live with You" och "The Show Must Go On" är alla skrivna av Brian May. De var först tänkta som låtar till hans soloalbum Back to the Light.
- "All Gods People" hette först "Africa By Night" och skrevs 1987 av Mercury och Mike Moran och var från början tänkt till Mercurys album Barcelona.
- "Ride the Wild Wind" och "These Are the Days of Our Lives" är båda skrivna av Roger Taylor.
- "I'm Going Slightly Mad" och "Delilah" är båda skrivna av Mercury.
- "Don't Try So Hard" och "Bijou" är skrivna av Mercury och May.
- "The Hitman" är till mesta delen skriven av Mercury, men John Deacon arrangerade den.